# Pueblos sin historia
Dentro de las ideas del historiador Arnold Toynbee, pueblos sin historia son la clase más básica de sociedad que puede existir (las otras dos son la civilización y la religión universal).
Los pueblos sin historia se caracterizan por ser estáticos. Carecen de historia porque no ocurren sucesos que los cambien decisivamente; carecen de evolución. Esto se debe a que no están sometidos a la dinámica de incitación y respuesta, que una vez producida, arroja a las sociedades por el camino de la civilización.
En la actualidad es casi imposible decir que quedan pueblos sin historia sobre la Tierra, habida cuenta de que casi toda ella ha sido colonizada de una u otra manera por la civilización occidental, o al menos, por otra civilización distinta. En general, los pueblos sin historia pueden terminar en el redil de una civilización bien sea por influencia cultural y espiritual (en el caso de una civilización en crecimiento), o bien sea por anexión militar (en el caso de una civilización en decadencia). Cuando caen en la órbita de una civilización en desintegración, pero no son plenamente anexados a la misma, se transforman en hordas bárbaras enemigas de la misma.
- Datos: Q6091033